# Bopa
Bopa est une commune du sud-ouest du Bénin, préfecture du département du Mono.

## Géographie

### Localisation

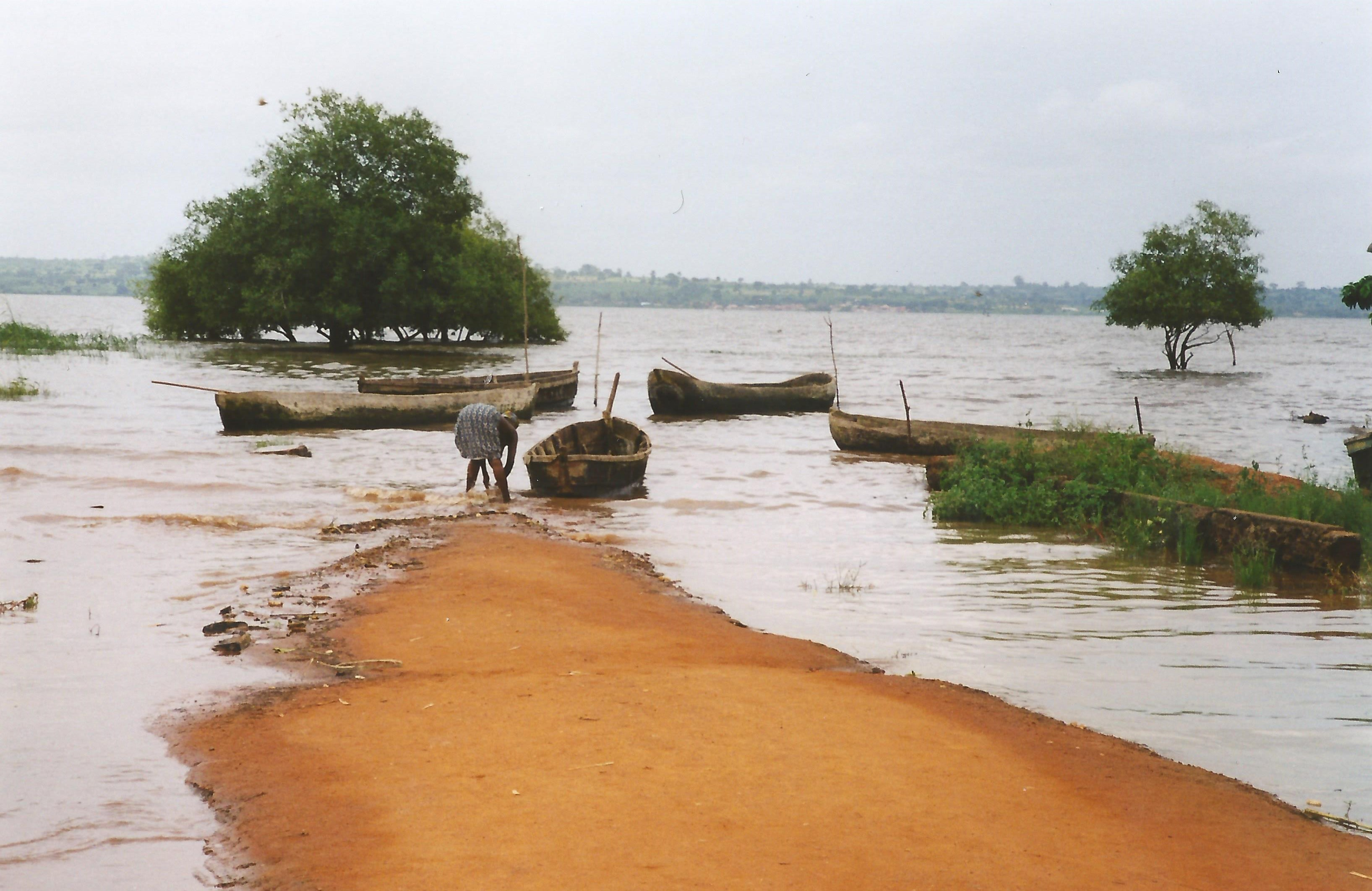
Le lac Ahémé à Bopa.

La commune est limitée au nord par les communes de Dogbo et de Lalo, au sud par les communes de Comè et de Houéyogbé, à l’est par le fleuve Couffo et le lac Ahémé qu’elle partage avec les communes d’Allada et de Kpomassè et à l’ouest par les communes de Lokossa et de Houéyogbé.
|         | Lalo, Dogbo     |           |
| Lokossa | Bopa            | Lac Ahémé |
|         | Houéyogbé, Comè |           |

Bopa, qui est le chef-lieu de la commune, se présente comme un quadrilatère allongé vers le sud et couvre une superficie de 365 km2 soit 22,7 % de la superficie du département du Mono. Elle est divisée en sept arrondissements avec soixante localités, à savoir : Agbodji (sept villages), Badazoui (neuf villages), Bopa (treize quartiers de villes), Gbakpodji (six villages), Lobogo (onze villages), Possotomè (huit villages) et Yégodoé (sept villages).

### Toponymie
Considérant l'évolution humaine et le changement progressif voire le brassage interculturel dû aux réalités humaines si non l'alternance codique du français en tant que langue de travail jusqu'à présent « officielle » et mise en contacte du ayizo, Agbokpa est devenu par abs -lingua (erreur de langage) : Bopa.

## Démographie
Lors du recensement de 2013 (RGPH-4), la commune comptait 96 281 habitants.

## Économie

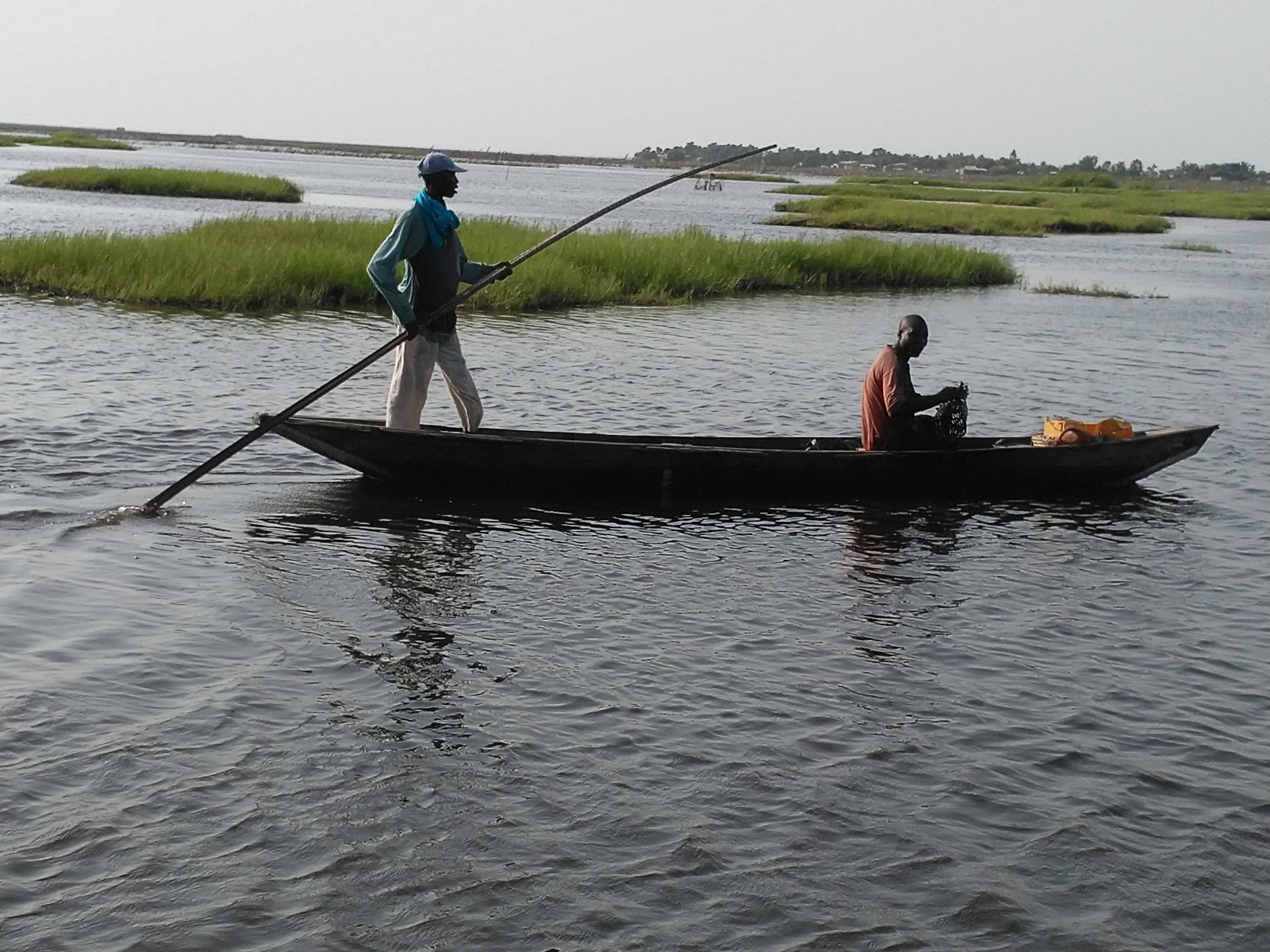
Pêcheurs à Gbakpodji.

## Personnalités nées à Bopa
- Mahougnon Kakpo, Ministre de l'Enseignement secondaire technique et de la Formation professionnelle
- Mathurin Coffi Nago, ancien président de l'Assemblée nationale
- Jean-Claude Hounkonou, ancien député et deuxième questeur à l'Assemblée nationale
- Robert Sognigbé, ancien député à l'Assemblée nationale
- Léon Aden Houessou, député à l'Assemblée nationale
- Léa Hounkpè, ancienne ministre chargée des affaires sociales